# Rantum-Burg
Die Rantum-Burg, später auch Rathsburg genannt, ist eine abgegangene Burg auf der nordfriesischen Insel Sylt in Schleswig-Holstein. Sie ist vermutlich unter Dünen verschüttet.
Die Rantum-Burg war eine von vier Burgen, die um 1370 Klaus Limbeck gehörten. Sie soll südlich von Rantum auf dem „Burgberg“, mehrere Kilometer südlich der Tinnumburg, gestanden haben.
Der Sylter Heimatforscher Christian Peter Hansen vertrat im 19. Jahrhundert die Theorie, dass sich die Rantum-Burg an einem alten Heerweg, der entlang des „Hörnumer Landrückens“ über Sylt bis Amrum und Föhr verlaufen sei, befand.
Über den Aufbau der Burg ist wenig bekannt. Überliefert ist, dass das Gebäude über ein großes unterirdisches Gewölbe verfügte, in dem sich Seeräuber oft versammelten. Später hielten hier die Sylter und Föhrer Burgherren ihre Beratungen ab. Aus diesem Grunde trug die Rantum-Burg laut Hansen ebenfalls den Namen Rathsburg.
Eine Quelle weist darauf hin, dass die Rantumburg im Jahre 1762 fast komplett vom Sand bedeckt war und bereits damals so nahe am Meer lag, dass man befürchtete, sie würde von den Wellen weggespült. Andere Literaturquellen äußern die Hoffnung, dass die Burg möglicherweise bald vom Sand der Dünen befreit werden wird.